# Dalmatský guvernorát
Dalmatský guvernorát či guvernorát Dalmácie (italsky Governatorato di Dalmazia, srbsky Dalmatinski Gubernatorat) byla v zásadě autonomní území pod italskou okupační správou zřízená královským dekretem v dubnu 1941 na území Dalmácie (od Zadaru po Split + přilehlé jadranské ostrovy Pag, Brač, Hvar a území kolem Kotorské zátoky). Když v září 1943 Itálie kapitulovala, byla tato italská provincie obsazena německou armádou a připojena k fašistickému Chorvatsku.
Správním centrem území byl Zadar (italsky Zara), který byl součástí Itálie už od roku 1919. Připojení této části Dalmácie bylo součástí italské irrendetistické snahy o připojení území na pobřeží Jaderského moře.

## Rozdělení
Guvernorát se dělil na tři provincie:
- Provincie Zadar
- Provincie Split
- Provincie Kotor

## Guvernéři
- Athos Bartolucci (17. dubna 1941 – 7. června 1941)
- Giuseppe Bastianini (7. června 1941 – 14. ledna 1943)
- Francesco Giunta (14. ledna 1943 – 10. září 1943)